# Gökçe Akyıldız
Gökçe Akyıldız (Sinope, 30 ottobre 1992) è un'attrice turca.

## Biografia
Nata nel 1992 a Sinope (Turchia), da madre Fatma Akyıldız e da padre Cemil Akyıldız, Gökçe è terza di quattro figli. Dopo aver conseguito il diploma presso la Sultangazi High School, ha deciso di iscriversi in recitazione presso l'Haliç University, dove al termine degli studi ha conseguito la laurea.
Ha fatto la sua prima apparizione davanti alla telecamera in uno spot pubblicitario di un partito politico. Nel 2002, all'età di dieci anni, ha iniziato la sua carriera di recitazione con il ruolo di Saime nel film Un tocco di zenzero (Πολίτικη κουζίνα [Politiki kouzina]-[Bir Tutam Baharat]) diretto da Tassos Boulmetis. Nel 2003 si è esibita nello spettacolo teatrale Suret / Beden ve Kent, mentre nel 2004 ha recitato nel film televisivo Çalinan Ceset diretto da Andaç Haznedaroglu. Nel 2007 ha ricoperto il ruolo di Ece nel film Polis diretto da Onur Ünlü e nel 2009 quello di Selma nel film Konak diretto da Cem Akyoldas.
Nel 2003 ha fatto il suo debutto sul piccolo schermo con il ruolo di Gizem nella serie Büyümüş de Küçülmüş. Nel 2013 e nel 2014 ha interpretato il ruolo di Asli nella serie Fatih Harbiye. Nel 2014 e nel 2015 è stata scelta per interpretare il ruolo di Zeynep nella serie Medcezir. Dal 2015 al 2018 ha ottenuto il ruolo di Songül Celen nella serie Kırgın Çiçekler. Nel 2021 e nel 2022 è entrata a far parte del cast della serie Elkızı, nel ruolo di Songül Turan. Nel 2022 ha ottenuto il ruolo di Deren Tokgöz nella serie Seni Kalbime Sakladım. Nel 2023 e nel 2024 è stata scritturata per interpretare il ruolo di Sofya nella serie Kudüs Fatihi Selahaddin Eyyubi.

## Vita privata
Gökçe Akyıldız dal 2017 al 2020 è stata sposata con l'imprenditore Mustafa Özyurt, dal quale ha avuto un figlio.

## Filmografia

### Cinema
- Un tocco di zenzero (Πολίτικη κουζίνα [Politiki kouzina]-[Bir Tutam Baharat]), regia di Tassos Boulmetis (2002)
- Polis, regia di Onur Ünlü (2007)
- Konak, regia di Cem Akyoldas (2009)

### Televisione
- Büyümüş de Küçülmüş – serie TV (Kanal D, 2003)
- Çınaraltı – serie TV, 13 episodi (TRT 1, 2003)
- A.G.A. – serie TV, 13 episodi (Show TV, 2004)
- Çalinan Ceset, regia di Andaç Haznedaroglu – film TV (ATV, 2004)
- Büyük Buluşma – serie TV (Samanyolu TV, 2004)
- Bütün Çocuklarim – serie TV (Kanal D, 2004)
- Sahra – serie TV (Kanal D, 2004)
- Zeynep – serie TV, 29 episodi (Kanal 7, 2005-2006)
- Beşinci Boyut – serie TV (Samanyolu TV, 2005)
- Ezo Gelin – serie TV (Show TV, 2006)
- 3 Tatli Cadi – serie TV (Fox, 2007)
- Parmaklıklar Ardında – serie TV (ATV, 2007)
- Gazi – serie TV, 19 episodi (ATV, 2008)
- Kollama – serie TV, 133 episodi (Samanyolu TV, 2008-2011)
- Hayat Devam Ediyor – serie TV, 32 episodi (ATV, 2011-2012)
- Kötü Yol – serie TV, 13 episodi (Kanal D, 2012)
- Bizim Okul – serie TV, 7 episodi (ATV, 2013)
- Fatih Harbiye – serie TV, 50 episodi (Fox, Show TV, 2013-2014)
- Medcezir – serie TV, 39 episodi (Star TV, 2014-2015)
- Kırgın Çiçekler – serie TV, 113 episodi (ATV, 2015-2018)
- Akif – serie TV, 13 episodi (tabii, 2023)
- Elkızı – serie TV, 13 episodi (Fox, 2021-2022)
- Seni Kalbime Sakladım – serie TV, 7 episodi (TRT 1, 2022)
- Kudüs Fatihi Selahaddin Eyyubi – serie TV (TRT 1, 2023-2024)

## Teatro
- Suret / Beden ve Kent (2003)

## Riconoscimenti
- Turkey Youth Awards
  - 2017: Candidata come Miglior attrice televisiva non protagonista per la serie Kırgın Çiçekler